# Syrmatium tomentosum
Syrmatium tomentosum là một loài thực vật có hoa trong họ Đậu. Loài này được (Hook. & Arn.) Vogel miêu tả khoa học đầu tiên.